# Mali Bastaji
Mali Bastaji – wieś w Chorwacji, w żupanii bielowarsko-bilogorskiej, w gminie Đulovac. W 2011 roku liczyła 112 mieszkańców.